# Bourges-Nord
Bourges-Nord désigne la partie au nord des voies de chemin de fer de la ville de Bourges, préfecture du Cher en région Centre-Val de Loire. La zone correspond principalement aux quartiers du Moulon, de la Chancellerie, des Gibjoncs, des Pressavois et de Turly et peuplée de près de 15 000 habitants en 2018. Ces quartiers sont néanmoins partiellement réunis en un seul quartier prioritaire de la politique de la ville, qui compte 8 420 habitants. 
Dans le contexte des Trente Glorieuses, la ville fait face à un manque de logements et bâtit dans ce secteur près de 6 500 logements entre 1954 et la fin des années 1970. Bourges-Nord constitue alors l'essentiel du parc social berruyer, ce qui va engendrer un phénomène de ghettoïsation et de ségrégation avec le reste de la ville, les voies de chemin de fer marquant une barrière.  
Bourges-Nord fait ainsi l'objet de projets de rénovation urbaine de l'ANRU depuis le début des années 2000, et ceux-ci ont notablement changé la physionomie du quartier. En effet, près de la moitié des logements sociaux y sont détruits, remplacés par du neuf et des zones pavillonnaires mixtes. Le quartier a ainsi perdu le quart de sa population, tandis que des logements sociaux ont été construits ailleurs en ville.

## Délimitations
Bourges-Nord est séparé du reste de la ville par les voies de chemin de fer et la gare de Bourges, qui représentent une frontière marquante au sein de Bourges. Plus au nord, on trouve le quartier d'Asnières, la commune de Saint-Doulchard à l'ouest et Saint-Germain-du-Puy à l'est.
Ce secteur est divisé en cinq quartiers par l'Insee dans son partage de la commune en IRIS. Le quartier du Moulon est limité par les voies de chemin de fer au sud, l'avenue Général de Gaule et la rue Louis Brillant à l'est, et la rivière du Moulon au nord et à l'ouest. La Chancellerie est située à l'ouest de l'avenue Général de Gaule, tandis que les Gibjoncs et Pressavois sont à l'est de la même avenue. Enfin, Turly constitue la partie la plus orientale, au nord-est de l'avenue Maréchal Juin. 

## Urbanisation

### Débuts du Moulon

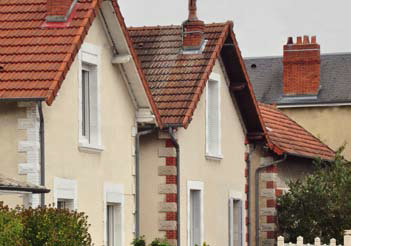
Pavillons du Moulon.

Le quartier du Moulon se situe au nord de Bourges. Il s'est développé à partir de l'industrialisation au XIXe siècle. Son habitat est très divers et marqué par les différentes politiques urbaines de la ville de Bourges.
Ce quartier tient son nom de la petite rivière qui le traverse, le Moulon, Or vers 1840, ce futur quartier est encore situé en pleine campagne.
Peu après, il connut un développement économique, plusieurs usines s'y installèrent : dès 1847 la briqueterie d'Archelet extrayait l'argile proche du Moulon, les fabriques de toiles cirées Félix Chédin furent créées en 1856, l'usine de chaussures Montigny en 1872, l'usine Helbronner spécialisée dans les fournitures d'équipements et chaussures militaires vers 1890 (l'armée est omniprésente à Bourges à partir des années 1870).
Sous l'effet de ce développement industriel, de petits logements sortent de terre comme dans la rue Armand-Bisson. Il s'agit de maison en bande dont la lucarne est engagée dans le mur de façade. L'urbanisation se poursuit jusqu'en 1914 le long de la rue Félix Chédin. Mais contre toute attente, ce ne sont pas seulement des petites maisons ouvrières qui s'y développent, celles-ci côtoient de grandes maisons bourgeoises comme la maison Montigny-Labbé mais également la maison Gabard. Elles sont souvent l'œuvre des propriétaires des usines nouvellement installées. C'est à partir des années 1920 que la ville de Bourges lance une politique de gestion de l'habitat social dans ce quartier.

### Développement du Moulon de 1920 à 1940

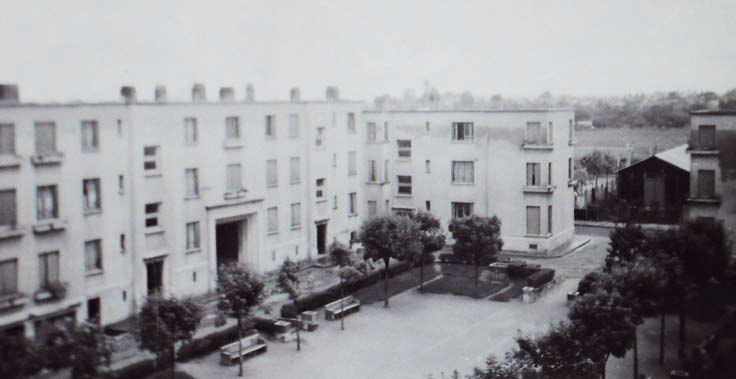
Cité-jardin du Moulon

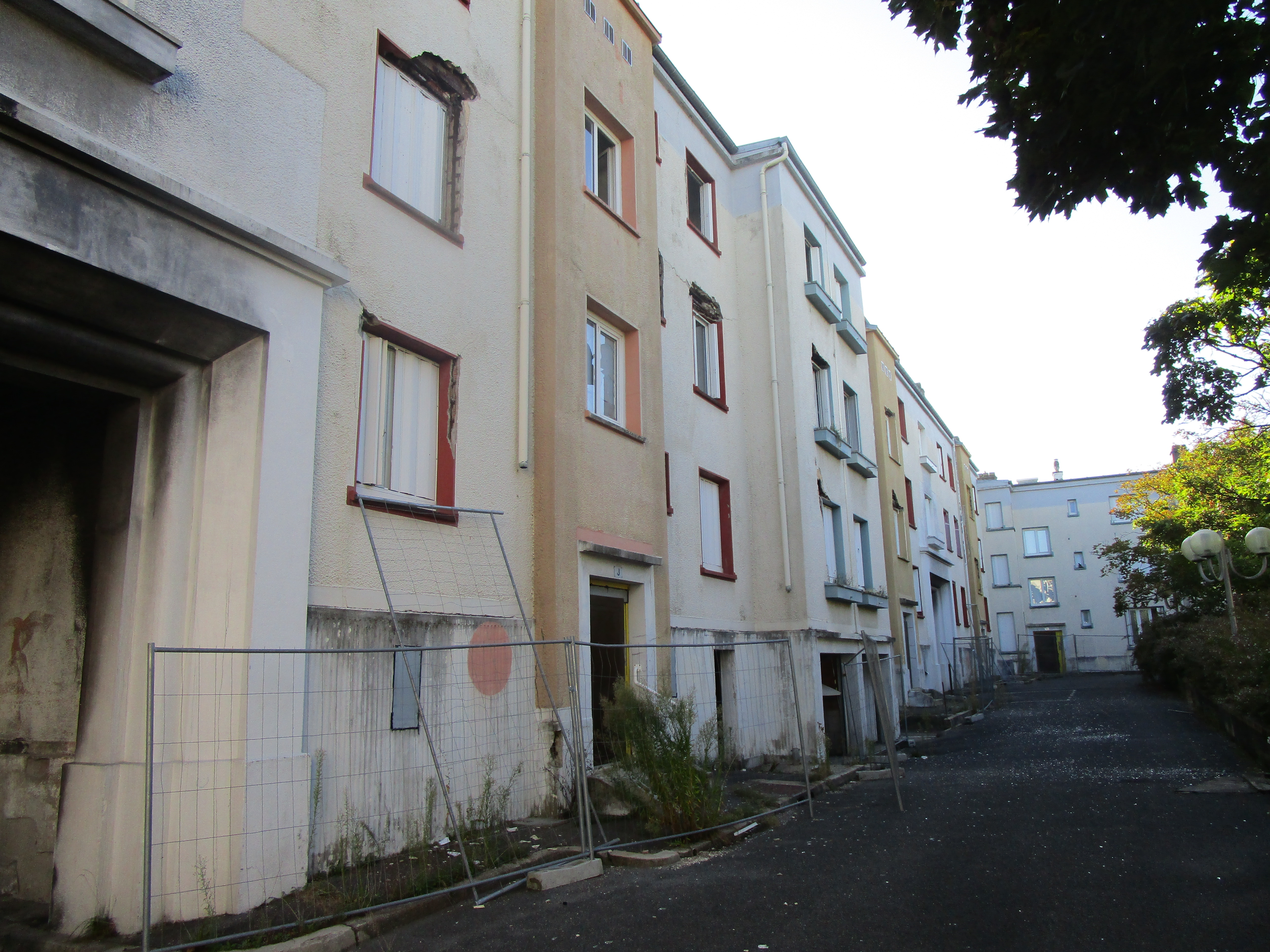
Cité-jardin du Moulon désaffectée, en 2022.

L'Office municipal des habitations à bon marché (OMHBM) de Bourges est créé en 1922. Henri Laudier, maire de 1919 à 1943, en est le président du conseil d'administration. Il fit construire les premières Habitations à bon marché (HBM) dans les quartiers du Moulon et de l'Aéroport. Ce sont de petites unités réalisées à partir de 1923 par l'architecte de la ville Petitjean. Il s'agit de pavillons jumelés mis en service en 1926. En 1929, un immeuble de deux étages comprenant huit logements est prêt à recevoir des locataires. Ce petit ensemble HBM qui comprend en tout vingt logements est toutefois insuffisant : le maire de Bourges prévoit d'en construire environ 500. Il décide donc de passer à une construction à grande échelle.
Parallèlement, la construction d'une cité-jardin au Moulon est projetée dès 1926. Elle fait suite aux réflexions qui se diffusent entre les deux guerres au sujet du logement social. En 1927, l'architecte Maurice Payret-Dortail propose la construction d'un ensemble de pavillons jumelés à un étage dont le coût de construction s’élève a plus de cinq millions de francs. Le projet, jugé trop cher par la municipalité, est abandonné et un second projet, proposé par Georges Demay, prévoit la création d'un îlot d'immeubles formant un U au prix d'un million et demi de francs.
C'est donc finalement une cité-jardin comprenant 90 logements et quatre boutiques qui est bâtie entre la fin de l’année 1931 et le mois d'avril 1933 à proximité des usines Félix-Chédin (fabrique de toiles cirées), de la cordonnerie militaire, du campement et de la fabrique d'essieux. Trois petits immeubles de dix logements chacun complètent cet ensemble intégrant des jardins et des squares. Les appartements sont petits mais fonctionnels : 28 m2 pour les deux pièces et 49 équipés d'éléments de cuisine (fourneau et évier), d'un garde-manger et de WC. Dans les années 1930, une seconde opération voit le jour pour compléter la cité-jardin. Elle permet l'érection de 120 logements dont huit immeubles collectifs et deux pavillons. Cette cité du Moulon est considérée comme une réalisation d'avant-garde.
Parallèlement, pendant l'entre-deux-guerres, le quartier va connaître le développement de pavillons de banlieue. En effet à partir de 1925, les lotisseurs privés investissent dans ce quartier. Sous l'impulsion de la loi Loucheur (13 juillet 1928), des maisons individuelles équipées du confort moderne (eau, gaz et électricité) mais également pourvues d'un jardinet, sortent de terre.

### Après la Seconde Guerre mondiale
Après la Seconde Guerre mondiale, le rythme des constructions s'accélère. Jean Festoc en 1948 propose la construction de 120 logements à édifier rue Cuvier. Monsieur Berthelot, architecte du ministère de la Construction et de l'Urbanisme, refuse ce projet insuffisant. Il demande 140 logements. Jean Festoc revoit sa copie et propose en 1950-1951 139 logements à édifier en trois tranches.
Le nord de la ville de Bourges est resté jusqu'à la fin de la Seconde Guerre mondiale, une zone essentiellement rurale. Or depuis sous le coup de l'urbanisation intense des années 1950-1960, des quartiers s'y sont développés avec une diversité d'habitats et de services. Ces quartiers ont pour nom: la Chancellerie, les Gibjoncs et Pressavois.

### Développement des quartiers nord

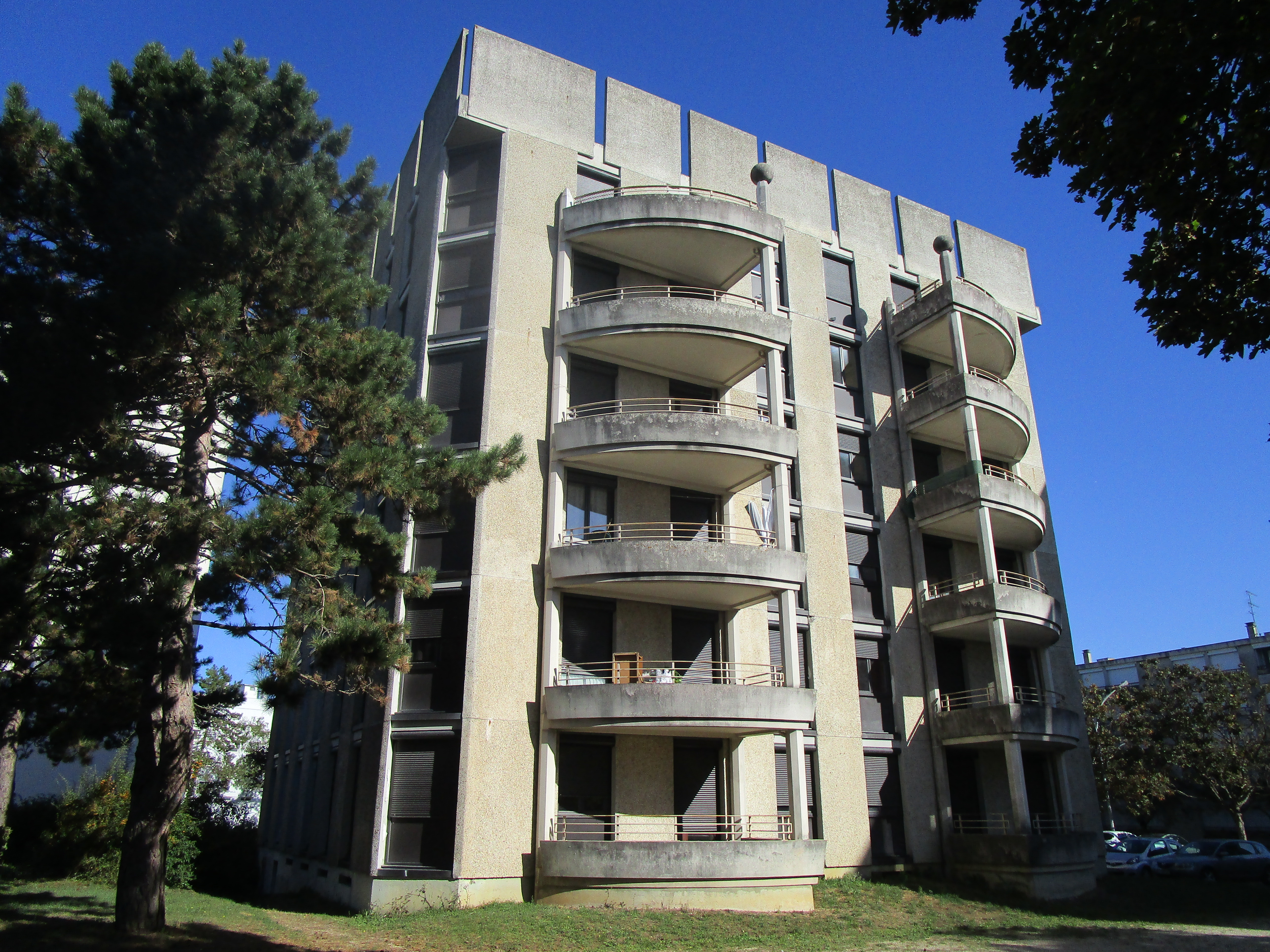
Résidence Magnolia, boulevard de Tassigny.

Une grave crise du logement sévit en France après la Seconde Guerre mondiale. En 1954, un ministère de la Reconstruction et du Logement voit le jour et les urbanistes commencent les premières réflexions sur les grands ensembles.
À Bourges, la population augmente rapidement : elle passe de 51 010 habitants en 1946 à 62 239 en 1962 et atteindra 77 300 en 1975. Plusieurs solutions sont envisagées pour accueillir cet afflux de population de catégorie sociale non-aisée issue le plus souvent de l'exode rural, et pour reloger des familles dans l'urgence. Des baraquements militaires sont d'abord utilisés, installés aux abords de la cité du Moulon. Il faut aussi reloger les familles expulsées du quartier d'Avaricum qui venait d'être démoli, car insalubre. D'autre part, l'usine Michelin (1 200 ouvriers prévus en 1956) s'ouvre à proximité, sur la commune voisine de Saint-Doulchard. Le besoin de logements est de plus en plus pressant.
À l'époque Bourges avait pour maire Louis Mallet, et sous son autorité, la réflexion progresse : au printemps 1954, la municipalité lance l'étude d'un plan directeur d'aménagement qui définit le développement futur de la ville. Le nord de Bourges est alors privilégié pour ériger un très grand nombre de logements car la ville est difficilement aménageable à l'est à cause des marais et de la présence des établissements militaires et de l'aéronautique. La mairie confie, en 1957, à l'architecte Pinon, le programme de plusieurs centaines de logements, programme baptisé « Opération Chancellerie » ou « Extension au nord de la zone d'habitations » sur environ quarante hectares. Environ neuf cents logements sont ainsi construits où s'installent dans ces nouveaux quartiers des employés de la nouvelle usine Michelin, des fonctionnaires, des employés de la SNCF, des artisans, mais aussi des immigrés d'origine portugaise, polonaise, italienne, espagnole, des rapatriés d'Algérie.
En 1960, la ville de Bourges obtient son inscription sur les la liste des zones à urbaniser en priorité (ZUP) pour les quartiers nord, ce qui va permettre de poursuivre la construction des logements dans les quartiers de la Chancellerie et des Gibjoncs sur une superficie de 160 hectares. Ce nouveau projet ambitieux prévoyait la construction de 5 000 logements pour une population de 25 000 habitants, cependant à la suite de diverses difficultés, seulement 1 404 logements dont 1 318 collectifs sont réalisés en 1966.
Les dernières constructions s'achèvent entre 1973 et 1975. Même si la physionomie de l'habitat dans ces quartiers est dominé par une succession de barres et de tours, une place importante a été faite aux logements individuels en créant plusieurs lotissements.

#### Équipements du quartier des Gibjoncs

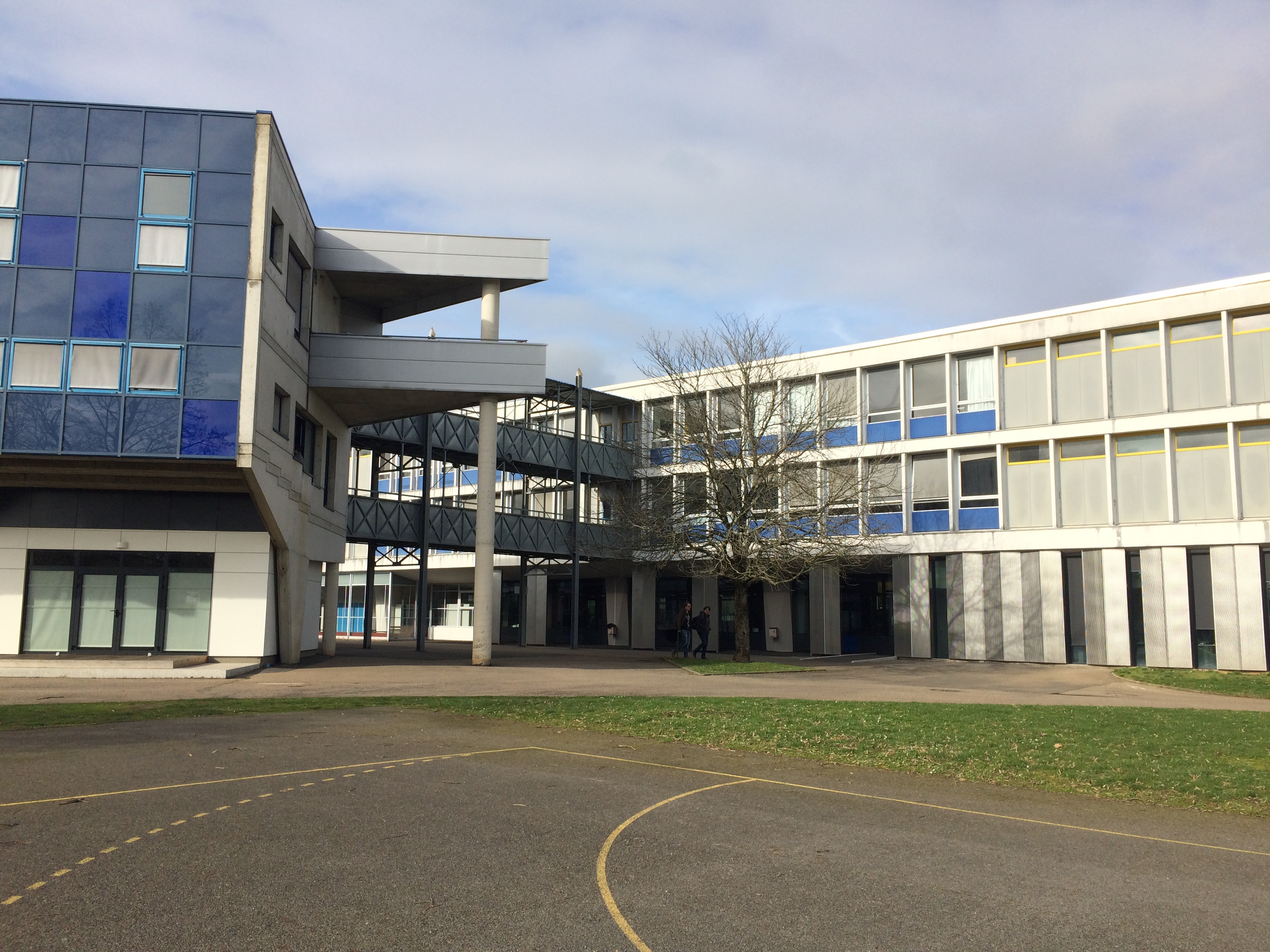
Lycée Alain-Fournier.

Un centre commercial ouvre à la fin des années 1960, avec une quinzaine de magasins et un supermarché. La municipalité prévoit différents services et équipements : un centre d'action médico-social, une mairie annexe, un commissariat, un bureau de poste, un pôle de lecture publique avec une annexe de la bibliothèque municipale. Plusieurs écoles sont construites, ainsi que trois collèges sur l'ensemble de Bourges nord, un lycée technique, un Institut Universitaire de Technologie, un Centre de Formation des Apprentis et une faculté des sciences, le lycée Alain-Fournier déménage du centre-ville et s'implante dans le quartier des Gibjoncs. Près du centre commercial se trouve la première crèche collective construite à Bourges. À la limite de zones d'habitat et de zones agricoles est créé le parc paysager des Gibjoncs, un parc « rurbain », transition entre ville et campagne.
Vers 1969, se construit la chapelle Saint-Paul qui rappelle les recherches architecturales de Le Corbusier dans les années cinquante.

### Quartier des Pressavois

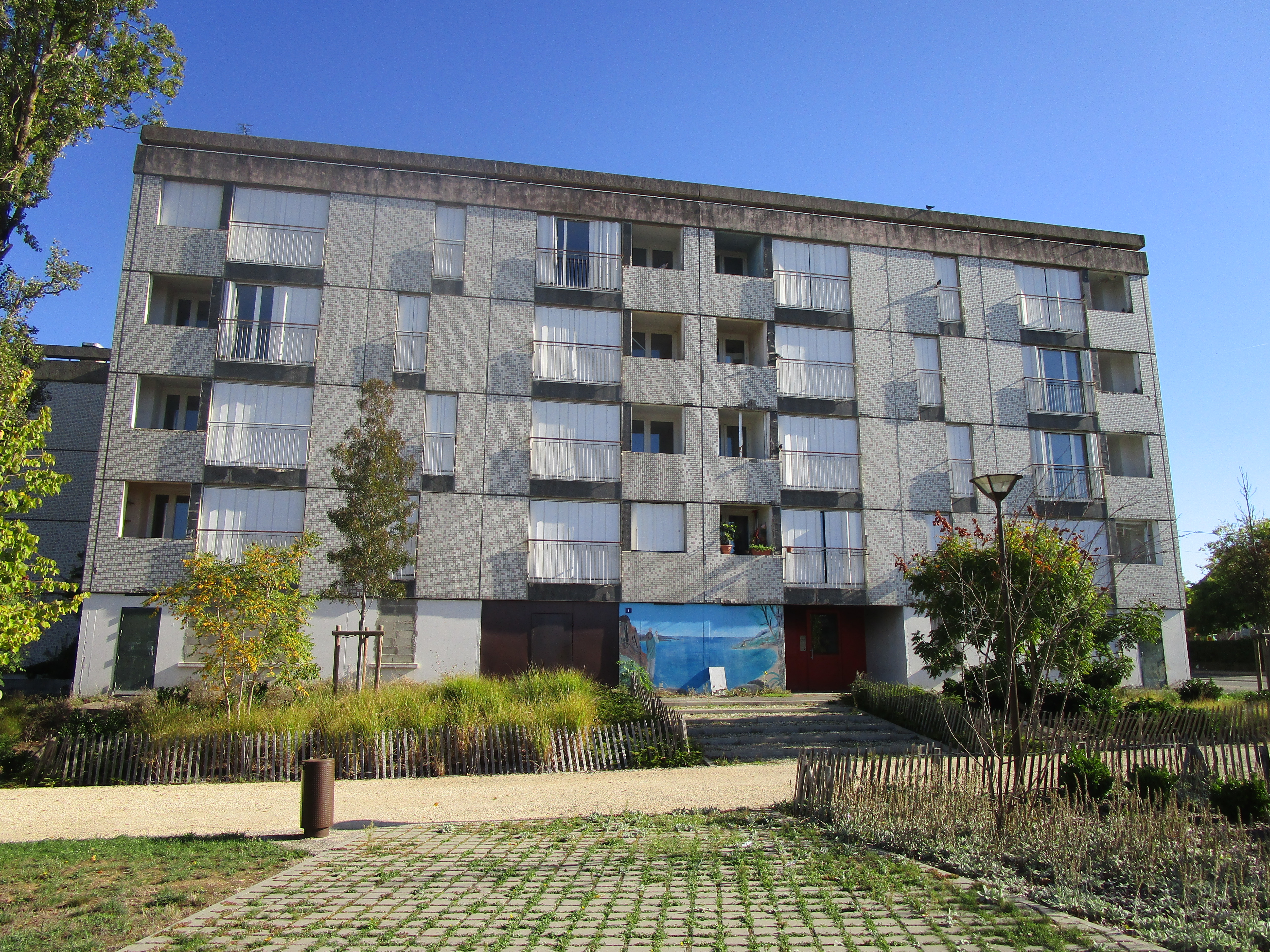
Immeuble social vétuste, avenue du général de Gaulle, Pressavois.

Construit sur le lieu-dit du même nom, ce quartier fait partie de la ZUP (zone à urbaniser en priorité) tout comme les quartiers de la Chancellerie et des Gibjoncs. Un pressoir à vin appartenant au XVIe siècle à Étienne Houët, marchant et bourgeois de Bourges, a donné son nom au lieu-dit Pressoir-Houët, qui par déformation de langage est devenu Pressavois. Le quartier des Pressavois est celui qui possède la plus grande densité de population. Les immeubles de la ZUP y sont reconnaissables par leur alignement comportant peu d'espace entre eux.
C'est dans ce quartier qu'a été ouvert en 1986, un Centre de ressources, d'expertise et de performance sportives (CREPS). La ville propose également le PRJ des Pressavois (Point Rencontre Jeunes) : ouverts aux 11–17 ans, ce sont des lieux d’animation, d’échanges, de partage, d’écoute, d’information, d’orientation et d’accompagnement de projets individuels et collectifs.
À partir de 2014, de nouveaux logements se construisent surtout à proximité du CREPS. Ils répondent aux nouvelles normes en matière de développement durable tels que l'utilisation de bois et de panneaux solaires. Ces logements sont en partie des appartements pour les personnes à budgets limités mais aussi des pavillons individuels.

### La Chancellerie

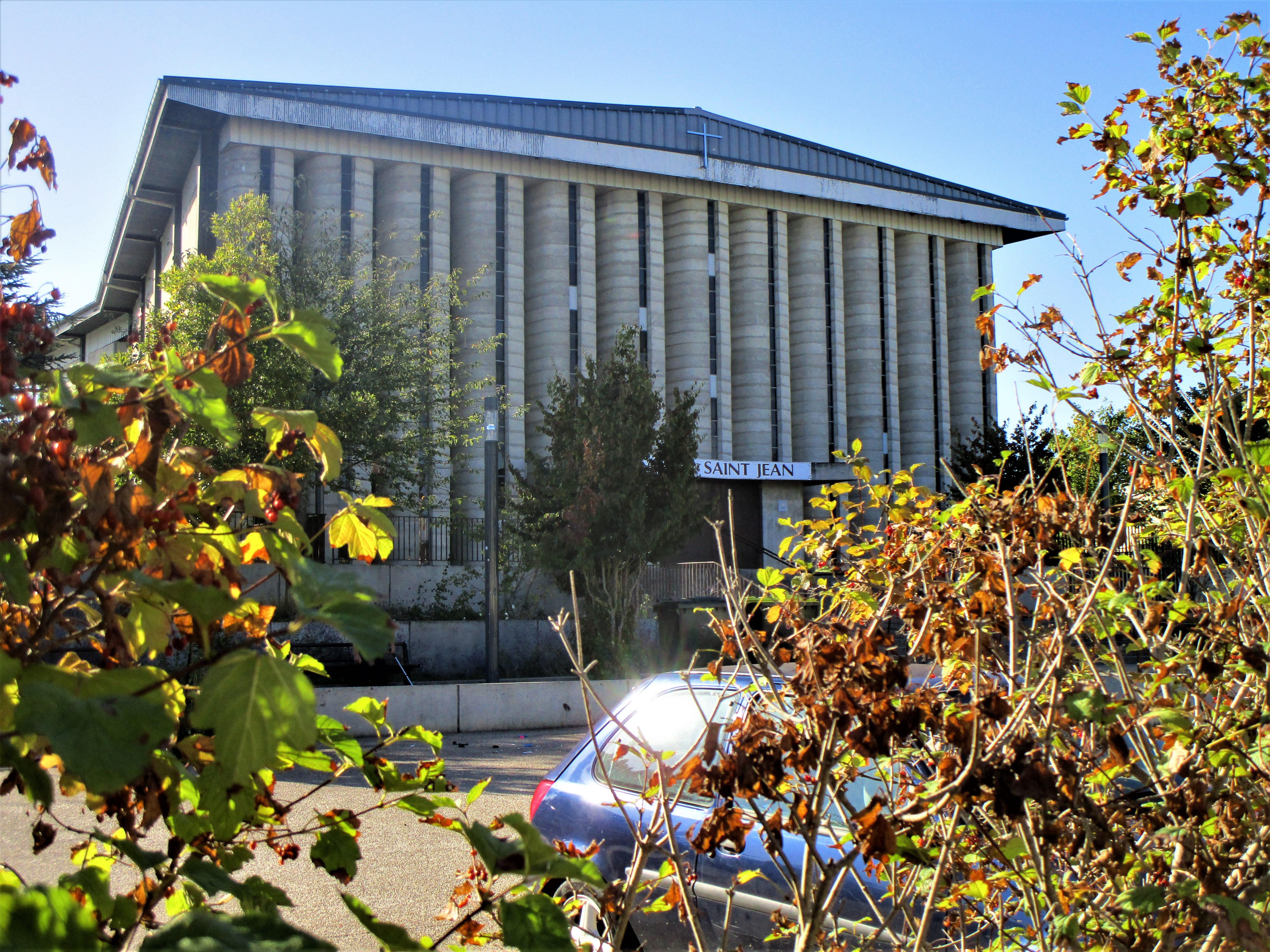
Église Saint-Jean.

La Chancellerie est un quartier dont le nom vient de « chancelier », qui était une personne chargée de gérer les biens de l'archevêque et du chapitre de la cathédrale de Bourges. En 1947, cette zone est pratiquement inhabitée, constituée principalement de champs. Mais à partir des années 1950, ce quartier sort de terre. dans le cadre du programme baptisé « opération Chancellerie » soit une extension au nord de la zone d'habitation. Les premières barres d'immeubles apparaissent rapidement.
À partir de 1960, la deuxième tranche du quartier de la Chancellerie s'inscrit dans la liste des ZUP. La première tour de la Chancellerie fut habitée en début du mois de septembre 1964. Cette tour de 50 mètres de haut comprend 13 étages et renferme 78 appartements. Les constructions se développent d'abord autour du centre commercial de la Chancellerie.
Entre 1961 et 1963, un centre commercial est créé, il est en structure métallique composé d'une supérette et d'une dizaine de boutiques s'organisant autour de patios. La Maison des jeunes et de la culture (MJC) de la Chancellerie est construite en 1967, et comptera salle de spectacle, salle de lecture, de réunion, etc. Lieu important de la ZUP, elle fera entrer les pratiques artistiques et culturelles dans les nouveaux quartiers. Elle sera ensuite détruite dans le cadre de la Rénovation urbaine.
La Chancellerie compte un centre social qui était géré depuis 1961 par la Caisse d'allocations familiales du Cher (Caf), avec pour vocation d’être au cœur des quartiers nord pour proposer des animations et faire participer les habitants à la vie du quartier. En janvier 2010, le Centre Social de la Chancellerie a été repris en charge par la Ville de Bourges.
Entre 1964 et 1966 est construite l'église Saint-Jean qui rappelle les recherches architecturales de Le Corbusier dans les années cinquante.

## Rénovation urbaine à partir des années 2000

### Premier plan de rénovation (2005-2018)

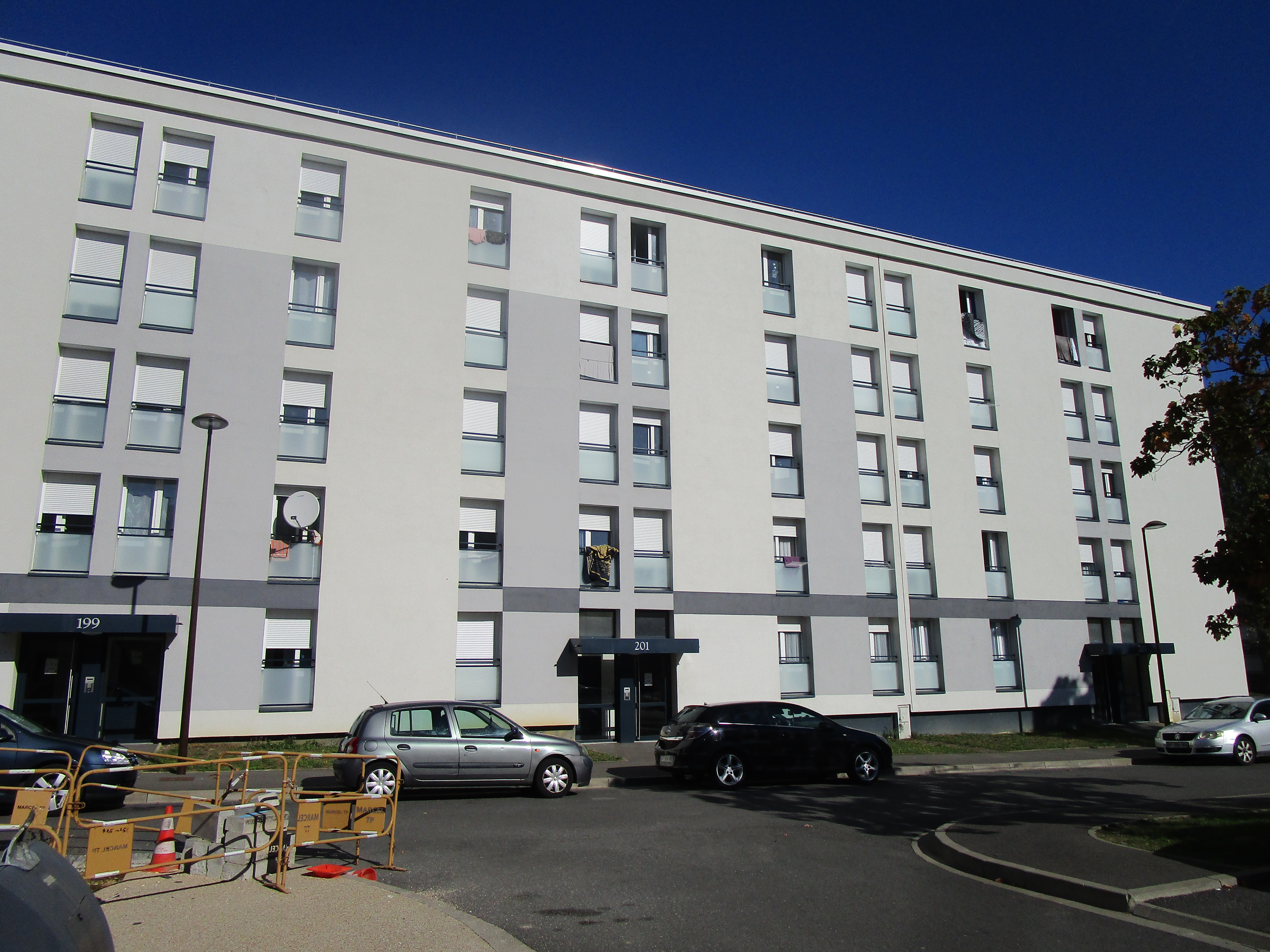
Résidence « Les Peupliers », rénovée lors du premier programme, rue Saint-Michel.

Dès la fin des années 1980, la ZUP de Bourges est en déclin, en raison notamment de nombreux départs : trois mille habitants en moins entre 1990 et 1999. À la fin des années 1990, les premières démolitions sont envisagées.
À l’étude dès 2003, à l’initiative du maire de l'époque Serge Lepeltier, le projet de rénovation urbaine de Bourges est signé le 16 mai 2005. Les travaux débutent alors. Ce projet, localisé au nord de l’avenue De Lattre De Tassigny (entre la rue François Villon et la route de Saint Michel), constitue la première phase de l’important projet de requalification du quartier des Gibjoncs qui devrait se poursuivre plus au sud dans les dix prochaines années, après définition du nouveau projet urbain, co-construit avec les habitants. Cet aménagement comprend la démolition de trois tours, la réhabilitation des immeubles (1 082 logements à réhabiliter, soit environ la moitié du parc des Gibjoncs), la réparation des espaces publics et de voiries, la mise en valeur des cœurs d’îlots et des espaces arborés, l’amélioration de la circulation pour permettre d’accéder plus facilement aux services publics.
Le PRU se poursuit dans le quartier des Gibjoncs, des travaux qui ont débuté le 14 septembre 2015 doivent se poursuivre jusqu’en 2018. L’un des objectifs de ce projet, d'un coût de 359 millions d'euros, est de permettre l'ouverture de ce quartier à la ville. Le plan aboutit à la démolition de plus de 40 immeubles pour 2 000 logements sociaux supprimés. Dès 2008, cinq immeubles du secteur Coppée-Musset sont détruits et remplacés par 90 maisons sociales. Trois longues barres d'immeubles sont aussi détruites rue Louis Lumière à la Chancellerie, et une autre rue Gustave Eiffel. Au total, 600 nouveaux logements sociaux sont reconstruits à Bourges-Nord, dont beaucoup de maisons individuelles, à l'instar de la nouvelle extension urbaine Maréchal Juin qui compte 380 maisons dont 65 sociales. En compensation, 315 logements sont construits vers le cœur de ville, dont 110 à Baudens,. 

### Second plan de renouvellement (2020-2030)

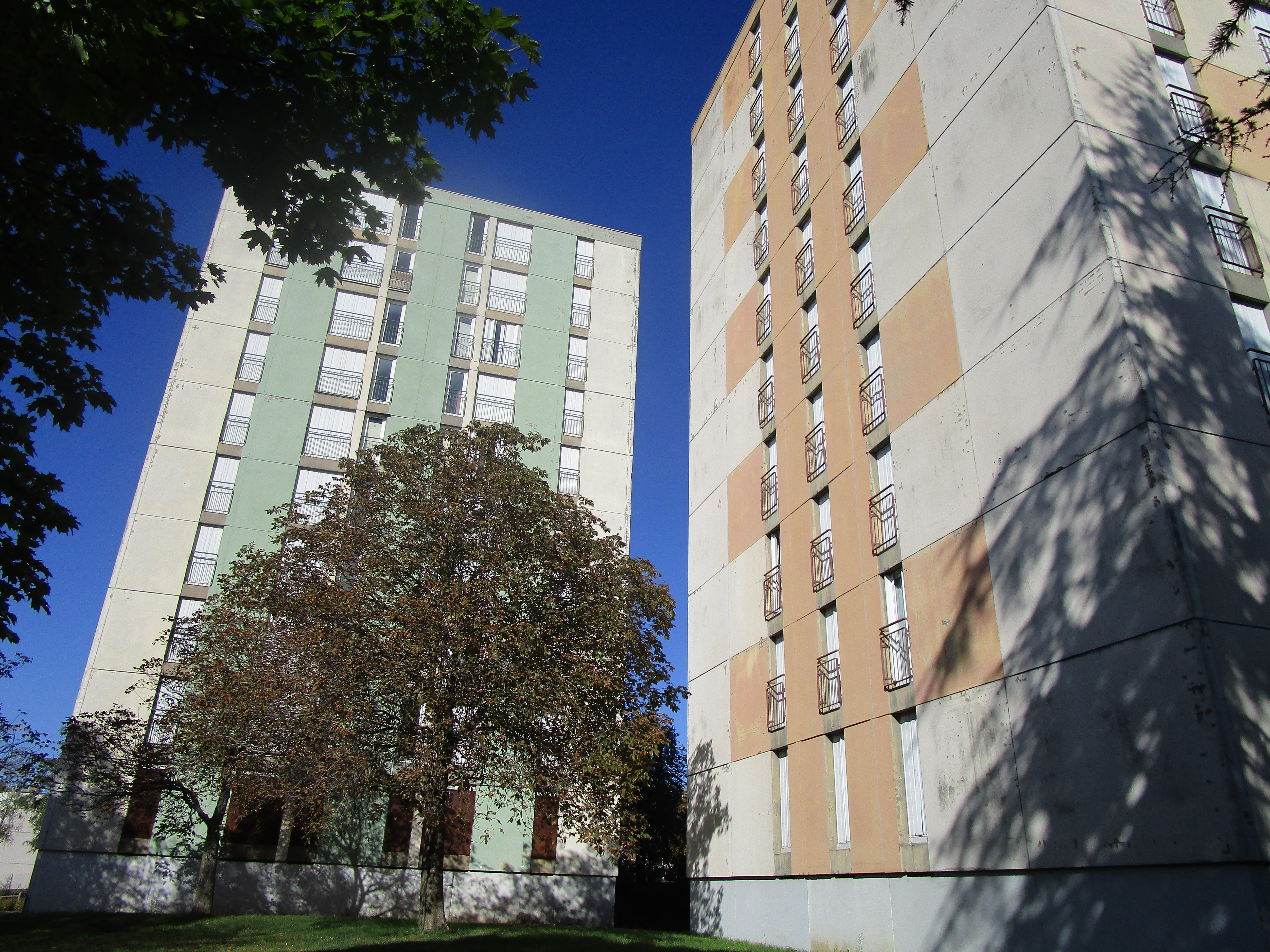
Tours vouées à la destruction lors de ce second plan, au nord de la rue Mansard.

Le 4 février 2020, le maire de Bourges signe la convention du nouveau programme de renouvellement urbain, censé se poursuivre dans le quartier jusqu'en 2030. Avec un budget de 109,6 millions d'euros, il prévoit la destruction de 1 492 logements sociaux, dont près de 600 sont déjà vacants, ainsi que la rénovation de 268 logements et résidentialisation de 538 logements. Enfin, 52 logements sociaux seront construits dans le quartier et 50 autres ailleurs à Bourges.
En mai 2021, trois tours de la résidence du Grand-Meaulnes dans le quartier du Moulon sont détruits à l'explosif, soit 202 premiers logements supprimés. Au total, une trentaine de bâtiments seront supprimés dans le cadre de ce programme, essentiellement dans les quartiers Gibjoncs et Pressavois. Depuis les premières destructions de 2005, un total de 3 500 logements environ seront donc détruits d'ici 2030, soit plus de la moitié des 6 500 construits. À titre de comparaison, le quartier tourangeau du Sanitas, qui compte 5 000 logements, aura vu la démolition de 600 d'entre-eux sur la même période.

## Démographie

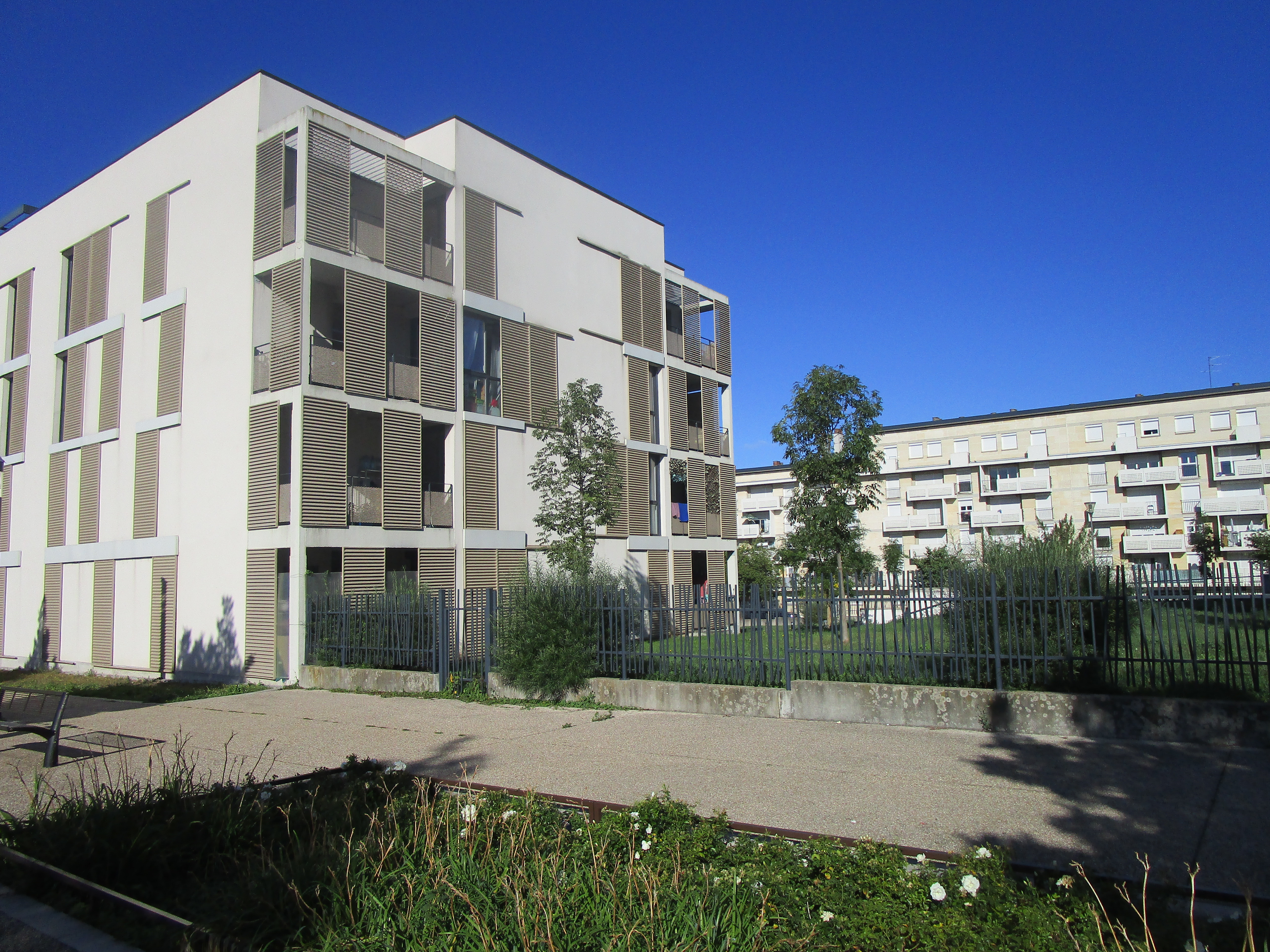
Logements sociaux neufs de la Chancellerie.

Le secteur Bourges-Nord compte près de 15 000 habitants en 2018, sans compter le quartier d'Asnières-lès-Bourges. Dix ans plus tôt, le secteur comptait presque 19 000 habitants, soit une chute démographique de près de 20 %, du fait des destructions de logements sociaux des programmes de l'Agence nationale pour la rénovation urbaine. Même s'il a perdu un quart de sa population, le quartier de la Chancellerie reste le plus peuplé, tandis que Turly est le plus dynamique, du fait de l'implantation du nouveau secteur pavillonnaire Maréchal-Juin.
| Quartier     | Population (2008) | Population (2018) |
| ------------ | ----------------- | ----------------- |
| Moulon       | 2 392             | 2 002             |
| Gibjoncs     | 5 082             | 3 189             |
| Turly        | 2 494             | 3 467             |
| Chancellerie | 5 735             | 4 271             |
| Pressavois   | 3 116             | 2 012             |
| Total        | 18 819            | 14 941            |

Le quartier prioritaire de la politique de la ville dénommé « Bourges Nord  » compte 8 420 habitants en 2018, soit 56 % de la population du secteur. Il recouvre une partie des cinq quartiers mentionnés. Près de 38 % des habitants du secteur prioritaire ont moins de 25 ans, contre 29 % pour l'ensemble de Bourges. Près de 84 % des logements sont des HLM et 14 % sont des maisons.
La population du secteur prioritaire rencontre des difficultés sociales importantes. En 2018, le taux de pauvreté s'établit à 50 % des ménages du quartier, contre 19 % pour l'ensemble de la ville. Les revenus médians des ménages par unité de consommation atteint 1 090 euros par mois, contre 1 710 pour la commune. Globalement calme, Bourges-Nord rencontre toutefois des problèmes d'insécurités, surtout des incivilités et dégradations. En contrepartie de ces difficultés, les habitants décrivent des quartiers où la solidarité et les liens sociaux sont forts. 

## Éducation

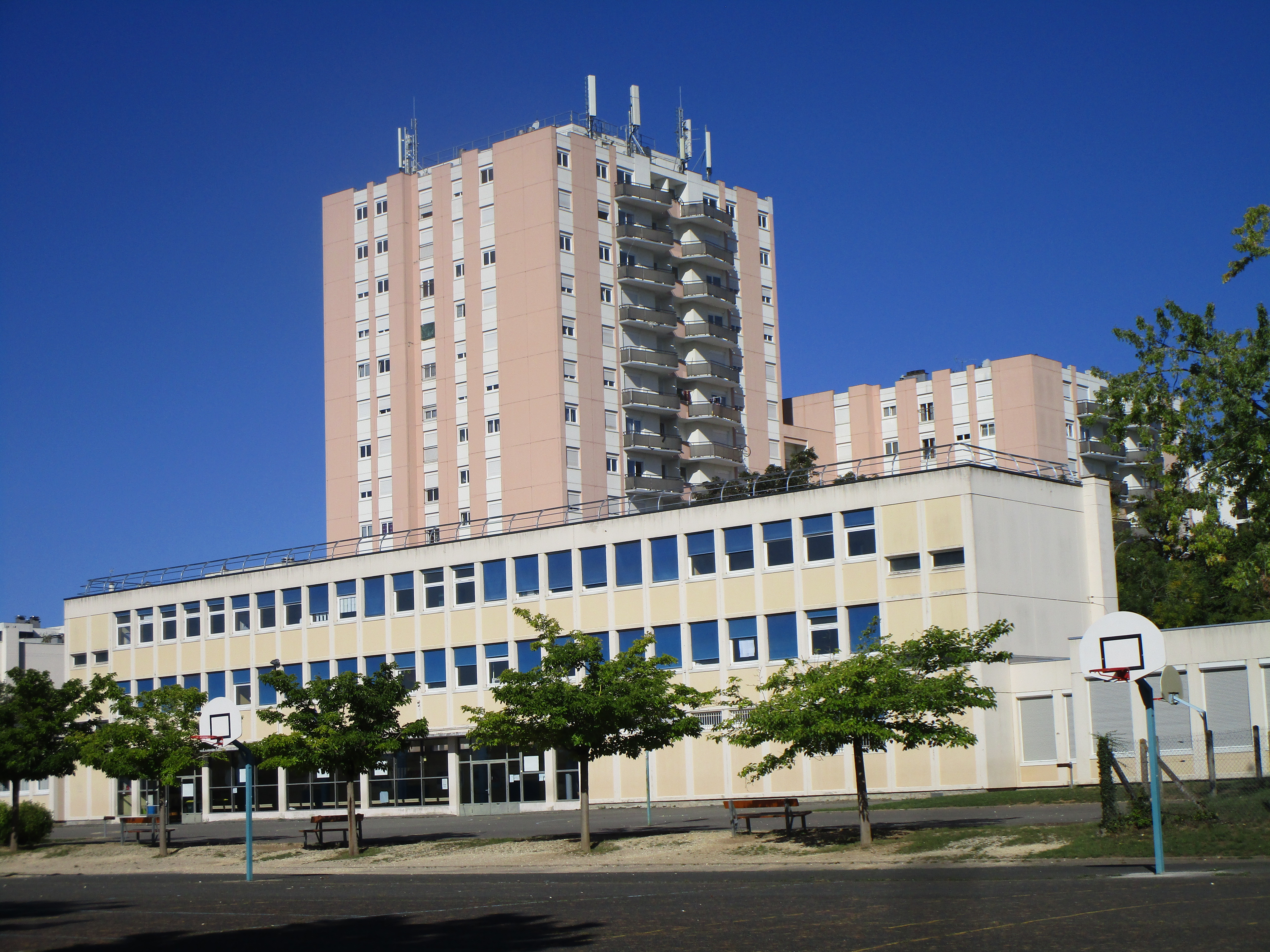
École élémentaires des Barbottes, Gibjoncs.